# Херсонські губернські відомості
«Херсо́нські губе́рнські відо́мості» (рос. дореф. Херсонскія Губернскія вҍдомости) — офіційна урядова газета, яка поширювалася на території Херсонської губернії Російської Імперії та друкувалася в м. Херсон. Видавалася в 1838-1917 роках, друкувалася російською мовою та виходила в форматі А2. Газета також є найстарішою у Херсонщині.
Газета складалася з двох відділів:
- Офіційного — розпорядження і накази місцевої влади
- Неофіційного — новини та пропагандистські матеріали, в тому числі присвячені історії, економіці, статистиці, географії та етнографії.

У газети постійно змінювався режим виходу нових номерів: спочатку, в 1838-1865 роках вона виходила раз на тиждень, потім, в 1865-1904 — двічі на тиждень, а на завершальному етапі свого існування, в 1904-1917 роках, вона виходила тричі на тиждень.